# Frank Rommel
Frank Rommel (Suhl, 30 luglio 1984) è uno skeletonista tedesco.
Gareggia dal 2002. In carriera ha vinto un oro, due argenti e due bronzi ai Mondiali. Alle Olimpiadi, il suo miglior piazzamento è stato il 7º posto di Vancouver 2010).

## Palmarès

### Campionati Mondiali
- 5 medaglie:
  - 1 oro (squadre miste a Lake Placid 2009)
  - 3 argenti (squadre miste a Königssee 2011; squadre miste a Lake Placid 2012; squadre miste a Lake Placid 2013)
  - 2 bronzi (skeleton maschile ad Altenberg 2008; skeleton maschile a Königssee 2011)